# جامع النبي يحيى

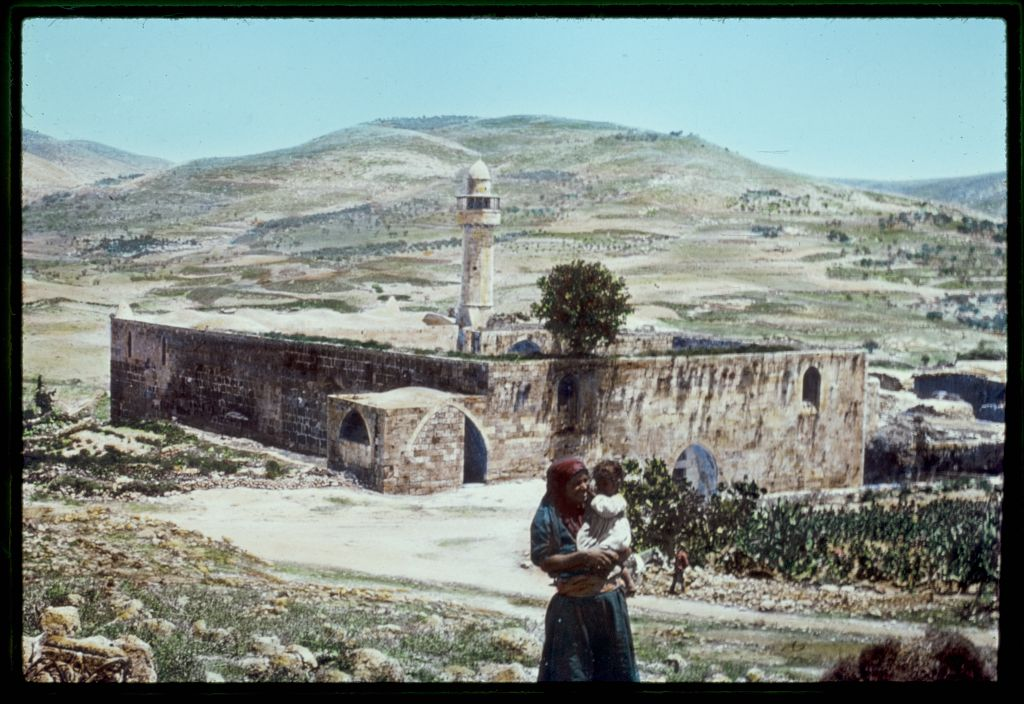
صورة للجامع، نحو سنة 1920 م.

جامع النبي يحيى هو مسجد عتيق في بلدة سبسطية الفلسطينية. بناه صلاح الدين الأيوبي على مقام سيدنا يحيى سنة 583 هـ / 1187 م بعد أن هزم الصليبيين في معركة حطين.
ووهناك سجن يعتقد بان النبي يحيى قد سجن فيه قبل قتله.

## تاريخ
تقول الروايات أنه بعد مقتل يحيى -عليه السلام- على يد الملك هيرودوس حيث قُطع رأسه، تم دفن جسده في سبسطية، وقد بني فوق القبر كنيسة كاتدرائية في العصر البيزنطي، ثم حل محلها كنيسة بناها الصليبيون سنة 1160. وعندما استعاد صلاح الدين الايوبي سبسطية عام 1187، قام ببناء الجامع فوق مقام سيدنا يحيى بجانب الكاتدرائية. 

## المصدر
1. ↑  الحج ، العلم ، والصوفية: الفن الإسلامي في الضفة العربية وغزةّ (ط. الأولى). بيروت: المؤسسة العربية للدراسات والنشر. 2007. ص. 166. ISBN:9953366276. مؤرشف من الأصل في 2020-01-25.
2. ↑  "صور متنوعة لمسجد ومقام النبي يحيى في بلدية سبسطية | الأرشيف الرقمي الفلسطيني". awraq.birzeit.edu. مؤرشف من الأصل في 2021-01-21. اطلع عليه بتاريخ 2024-03-07.
3. ↑  "قبس من نور أقدم مساجد فلسطين (2من5)". عربي21. 6 أغسطس 2020. مؤرشف من الأصل في 2022-05-01. اطلع عليه بتاريخ 2024-03-07.